# Vimioso
Vimioso (vimi'ozu, in mirandese Bumioso) è un comune portoghese di 5 315 abitanti situato nel distretto di Braganza.

## Società

### Evoluzione demografica
| Popolazione di Vimioso (1801 – 2004) | Popolazione di Vimioso (1801 – 2004) | Popolazione di Vimioso (1801 – 2004) | Popolazione di Vimioso (1801 – 2004) | Popolazione di Vimioso (1801 – 2004) | Popolazione di Vimioso (1801 – 2004) | Popolazione di Vimioso (1801 – 2004) | Popolazione di Vimioso (1801 – 2004) | Popolazione di Vimioso (1801 – 2004) |
| ------------------------------------ | ------------------------------------ | ------------------------------------ | ------------------------------------ | ------------------------------------ | ------------------------------------ | ------------------------------------ | ------------------------------------ | ------------------------------------ |
| 1801                                 | 1849                                 | 1900                                 | 1930                                 | 1960                                 | 1981                                 | 1991                                 | 2001                                 | 2004                                 |
| 1831                                 | 5555                                 | 11086                                | 11484                                | 12782                                | 8500                                 | 6323                                 | 5315                                 | 5105                                 |

## Freguesias
- Algoso
- Angueira
- Argozelo
- Avelanoso
- Caçarelhos
- Campo de Víboras
- Carção
- Matela
- Pinelo
- Santulhão
- Uva
- Vale de Frades
- Vilar Seco
- Vimioso